# Овинген
Овинген (њем. Owingen) општина је у њемачкој савезној држави Баден-Виртемберг. Једно је од 23 општинска средишта округа Бодензе. Према процјени из 2010. у општини је живјело 4.271 становника. Посједује регионалну шифру (AGS) 8435047.

## Географски и демографски подаци
Овинген се налази у савезној држави Баден-Виртемберг у округу Бодензе. Општина се налази на надморској висини од 535 метара. Површина општине износи 36,7 km². У самом мјесту је, према процјени из 2010. године, живјело 4.271 становника. Просјечна густина становништва износи 116 становника/km².

## Међународна сарадња
| Мјесто | Држава    | Врста сарадње | Од    |
| ------ | --------- | ------------- | ----- |
|        | Француска | партнерство   | 1991. |
| Извор  |           |               |       |